# 오성진
오성진 (1993년 10월 14일)은 대한민국의 축구 선수로 포지션은 윙어다. 현재 시흥시민축구단 소속이다.

## 클럽 경력
성인 무대 데뷔 이전에는 동강대학교에서 뛰었으며 2015년부터 K3리그 서울 유나이티드 FC에 입단하여 주전으로 뛰며 2골 3도움을 기록했다. 2015년 KBS 청춘FC 헝그리 일레븐에 출연하여 합격, 주전 윙어로 자리잡으면서 대중들에게 알려져 K리그 챌린지 등 타 구단의 관심을 받기도 하였다. 그러나 발가락 피로골절로 인하여 하차하였다. 이후 2016시즌, 다시 서울 유나이티드 FC에 복귀하여 주장으로 활약하는 등의 좋은 모습을 보였다.
2019년부터는 K3리그 어드밴스리그 양평 FC에 입단해 활약 중이며 FA컵 1라운드 울산대학교를 상대로 전반 5분만에 양평FC의 시즌 첫 골이자 데뷔골을 기록했다. 오성진은 유동규, 정의찬과 함께 양평FC의 공격을 이끌고 있으며 현재 K3리그 어드밴스리그에서 가장 무서운 공격수로 꼽히고 있다. 특히 양발을 자유자재로 활용할 수 있어 빠른 스피드와 함께 상대 수비진 교란에 효율적이다.
2020시즌을 앞두고 K4리그의 FC 남동에 입단했다.
2022시즌을 앞두고 시흥시민축구단에 입단했다.